# U-672
Unterseeboot 672 foi um submarino alemão do Tipo VIIC, pertencente a Kriegsmarine que atuou durante a Segunda Guerra Mundial.
O U-672 esteve em operação entre os anos de 1943 e 1944, realizando neste período 4 patrulhas de guerra, nas quais não afundou nenhuma embarcação aliada.
Foi afundado no canal da Mancha ao norte de Guernsey  no dia 18 de julho de 1944, por cargas de profundidade lançadas pela fragata HMS Balfour. Todos os 52 tripulantes sobreviveram.

## Comandantes
| Comandante        | Data                                     |
| ----------------- | ---------------------------------------- |
| Oblt. Ulf Lawaetz | 6 de abril de 1943 - 18 de julho de 1944 |

## Subordinação
Durante o seu tempo de serviço, esteve subordinado às seguintes flotilhas:
| Período                                     | Flotilha                                  |
| ------------------------------------------- | ----------------------------------------- |
| 6 de abril de 1943 - 30 de setembro de 1943 | 5. Unterseebootsflottille (treinamento)   |
| 1 de outubro de 1943 - 18 de julho de 1944  | 6. Unterseebootsflottille (serviço ativo) |

## Operações conjuntas de ataque
O U-672 participou das seguinte operações de ataque combinado durante a sua carreira:
- Rudeltaktik Coronel (4 de dezembro de 1943 - 8 de dezembro de 1943)
- Rudeltaktik Coronel 1 (8 de dezembro de 1943 - 14 de dezembro de 1943)
- Rudeltaktik Coronel 2 (14 de dezembro de 1943 - 17 de dezembro de 1943)
- Rudeltaktik Föhr (18 de dezembro de 1943 - 23 de dezembro de 1943)
- Rudeltaktik Rügen 5 (23 de dezembro de 1943 - 28 de dezembro de 1943)
- Rudeltaktik Rügen 6 (28 de dezembro de 1943 - 2 de janeiro de 1944)
- Rudeltaktik Rügen 5 (2 de janeiro de 1944 - 7 de janeiro de 1944)
- Rudeltaktik Preussen (2 de março de 1944 - 22 de março de 1944)

## Coordenadas
1. ↑  em posição 50° 03' N 2° 30' O